# Robert Konieczny
Robert Konieczny (* 1969 Katovice, Polsko) je polský architekt. Je absolventem architektury na Slezské technické univerzitě v Gliwicích (1998). V roce 1996 získal certifikát na New Jersey Institute of Technology. V roce 1999 založil studio KWK Promes (s Marlenou Wolnik). Je držitelem desítek významných ocenění a nominací na prestižní cenu Miese van der Rohe.

## Výběr oceněných staveb
- Rekonstrukce historických městských jatek na galerii, 2020– (3. místo v mezinárodní architektonické soutěži města Ostravy, 2017)

- Muzeum Narodowego w Szczecinie – Centrum Dialogu Przełomy, 2016 (cena World Building of the Year 2016 v mezinárodní soutěži World Architecture Festival[3], European Prize for Urban Public Space v roce 2016[4])
- Arka Koniecznego, 2011–2015 (cena Best New Private House v celosvětové soutěži Wallpaper Design Awards 2017, nominace na cenu Mies van der Rohe Award 2017[5])
- Safe House, 2005–2008 (finále, World Architecture Award 2009[6], nominace na cenu Mies van der Rohe Award 2009[7])
- OUTrial House, 2005-2007 (nominace na cenu Mies van der Rohe Award 2009[8], užší výběr na LEAF Awards 2009, Berlín[9][5])
- Hidden House, 2007– (International Architecture Award 2008[10][5])
- Aatrial House, 2003–2006 (International Architecture Award 2008[10], ocenění House of the Year 2006 v soutěži World Architecture News[11][5])
- Broken House, 2001–2002 (nominace na cenu Mies van der Rohe Award 2003[12][5])